# Жагањ
Жагањ (пољ. Żagań, чеш. Záhaň, лат. Saganum) је град и општина у војводству Лубуш, седиште жагањског повјата. Кроз град протиче Бобр.
Јужно од града налази се шума из које истичу леве притоке Бобра, реке Квиса и Черна. Од 1975. до 1998. град је административно припадао Зеленогорском војводству.
По подацима од 30. јуна 2004. у граду је живело 26.665 становника.
Жагањ је и седиште истоимене општине.

### Структура површине
По подацима из 2002, Жагањ заузима површину од 39,92 km², од чега је:
- пољопривредна површина: 14%
- шуме: 48%

Град чини 3,53% површине повјата.

### Демографија
Према прелиминарним подацима са пописа, у граду је 2011. живело 26.791 становника.
| 2002.  | 2011.  | 2012.  |
| ------ | ------ | ------ |
| 26.781 | 26.791 | 26.653 |

## Историја
По предању град је основан око 700. године од стране словенске кнегиње Жаганне ћерке Ванде (кнегиње из легенди). По историјским изворима насеље је основано у другој половини  века од стране кнеза Болеслава IV Кудравог. Град је основан као утврђење које је имало да чува прелаз преко реке Бобр. Први документи о Жагњу потичу из 1202. године. Град је настао пре тога, али сигурно после 1155. јер папска була која спомиње градове у Шлеској не спомиње Жагањ. Претпоставља се да се првобитно насеље налазило на око 1,5 km северно од садашњег града.
У близини утврђења је већ половином  века настало трговачко насеље које се налазило на територији данашњег села Стари Жагањ у коме се и данас налази црква из тог периода.
Жагањ је статус града добио 1285. године.
Жагањ је једно време био престоница Жагањске кнежевине, као и Жагањско-Глоговске кнежевине.
Преде крај XVIII века Жагањ је потпао под власт породице Биронова, а после Талеирандова. Тај период назван је златно доба Жагња јер су тада саграђене многе грађевине.

### Привреда
У граду је развијена дрвна индустрија, металургија, текстилна индустрија, прехрамбена индустрија, као и индустрија грађевинског матерјала.

### Спорт
Спортски клубови у граду су:
- ФК Чарњи Жагањ што значи Црни Жагањ
- WKS Собјески Жагањ WKS (Sobieski Żagań)
- Формоза Жагањ
- Бубр Жагањ

### Туристичке атракције
- манастирски комплекс Августоваца
  - црква Пресвете Богородице ( век, проширена у другој половини  века)
  - манастир (настао средином XIV века)
  - манастирски амбар (настао крајем XV века)
- манастир Језуита, пре тога Фрањевца са црквом (XIV-XVI век)
- барокни компллекс замка (1670—1686)
- мостови (1803—1804)
- црква светог Петра и Павла (XIV-XVI век)
- црква светог Духа (1701—1702)
- остаци градских бедема (XIV-XVI век)

### Култура
- Биоскоп Pałac (Замак)
- Замак Културе

### Образовање
Основне школе:
- Основна школа бр. 1
- Основна школа бр. 2
- Основна школа бр. 3
- Основна школа бр. 4
- Основна школа бр. 5
- Основна школа бр. 7

Гимназије у поском образовном систему гимназија је трогодишња школа која следи после 6 година школаовања у основној школи:
- Државна гимназија бр. 1
- Државна гимназија бр. 2

Средње школе:
- Општа Гимназија
- Удружење Механичких школа
- Удружење Текстилно-трговачких школа

### Познате особе из Жагња
- Франц Лист - мађарски композитор, два пута је боравио у граду,
- Алберхт фон Валенштејн - чешки племић,
- Вацлав Лобковиц - жагањски кнез,
- Пјотр Битрон - жагањски кнез,
- Свети Јан Капистран
- Јан Кеплер - немачки астроном
- Луј XVIII,
- Оноре де Балзак,

### Име
До Другог светског рата град се звао Жегањ, а садашње име је дато четрдесетих година 20. века.
Име означава место на коме је изгорела шума, и највероватније је добијено при почетку насељавања када су паљене шуме да би се добило обрадиво земљиште.

## Међународна сарадња
- Нетфен
- Данс